# Marató i ultramarató de gel de l'Antàrtida
La Marató i ultramarató de gel de l'Antàrtida va ser establerta per Richard Donovan i Polar Running Adventures per permetre als corredors de marató completar una marató als set continents. També permet als atletes completar el Grand Slam de marató, és a dir, una marató als set continents i al Pol Nord.
La Marató de Gel Antàrtica i la cursa de 100 km té lloc a 80° sud, a pocs centenars de milles del Pol Sud, al peu de les muntanyes Ellsworth. Els participants volaven des de Punta Arenas, Xile, fins al lloc de la cursa a l'interior de l'Antàrtida i experimentaven temperatures sota zero i 24 hores de llum solar mentre hi eren.